# Ifotaka
Ifotaka est une commune urbaine malgache située dans la partie sud-ouest de la région d'Anosy.